# قايدو سيبر
قايدو سيبر (بالإنجليزية: Guido Seeber) (و. 1879 – 1940 م) هو مصور سينمائي، وصانع أفلام، ومصمم، ومحرر، ومخترِع، ومؤلف، ومدرس، ومنتج بضائع، ومخرج أفلام ألماني، ولد في كيمنتس، توفي في برلين، عن عمر يناهز 61 عاماً.

## وصلات خارجية
- قايدو سيبر على موقع IMDb (الإنجليزية)
- قايدو سيبر على موقع ألو سيني (الفرنسية)
- قايدو سيبر على موقع أول موفي (الإنجليزية)
- قايدو سيبر على موقع قاعدة بيانات الأفلام السويدية (السويدية)
- قايدو سيبر على موقع قاعدة بيانات الفيلم (الإنجليزية)
- قايدو سيبر على موقع كينوبويسك (الروسية)